# Éric Mie
Pour les articles homonymes, voir Mie (homonymie) et Grandemange.
 (décembre 2018).
Si vous disposez d'ouvrages ou d'articles de référence ou si vous connaissez des sites web de qualité traitant du thème abordé ici, merci de compléter l'article en donnant les références utiles à sa vérifiabilité et en les liant à la section « Notes et références ».
Éric Mie, de son vrai nom Éric Grandemange, né le 25 juillet 1972 à Lunéville, est un auteur-compositeur-interprète et comédien français.

## Biographie
Après une scolarité désastreuse, il se lance dans le café-théâtre en 1992 au côté de Félix Lobo avec qui il fonde le duo Lobo & Mie. Ensemble ils réinventent l’esprit satirique comme à la grande époque de Font et Val. Le duo tournera dans toute la France en passant par le Festival d'Avignon, le Caveau de la République et le Casino de Paris.
En 2001, Éric Mie a envie de montrer au public ses chansons les plus intimistes. En 2005, il sort un disque en solo, Dépareillé, avec des titres comme La Gégène, sur les mauvais souvenirs d’Algérie, Fils de pute, sur la vie sombre d’un enfant qui aime sa mère malgré tout et surtout Si tu veux te changer en gomme qui restera l’un des pamphlets les plus virulents contre tous ceux qui abusent de leurs pouvoirs.  
Éric Mie écrit également pour d’autres chanteurs.
Proche d’Henri Tachan, pour son côté rebelle tendance « rive Gauche », et d’Hubert-Félix Thiéfaine, pour son côté radical, marginal et parfois punk, Éric Mie est un auteur, compositeur, interprète à part qu’on aime ou qu’on déteste tant ses chansons sont foncièrement différentes de la nouvelle scène française.
Depuis 1992 il s'illustre également en tant que comédien pour diverses compagnies de Lorraine tel que La Skan Compagnie (Metz), Les Crieurs de Nuits (Nancy) ou le Théâtre de Nihilo Nihil (Buding). Jouant des rôles proches de ses personnages qu'il affectionne au café-théâtre, comme le vieux Félix dans Le Moulin aux Alouettes (adaptation de Jofroi de Marcel Pagnol par la Cie Nihilo Nihil) ou Brighella dans La Brillante Soubrette de Goldoni (Cie Skan), mais aussi radicalement différent comme Charles Quint dans Thyl Ulenspiegel (Cie Nihilo Nihil) ou le père Ubu dans Ubu roi de Jarry qu'il va jouer en juillet 2009 et tourner par la suite avec la Cie Nihilo Nihil. Depuis juillet 2010 il joue le rôle de Monsieur Jourdain dans Le Bourgeois gentilhomme de Molière  mis en scène par Rémi Barbier.
En 2006 et pendant quelques années, Éric Mie fait des dessins-édito pour la revue web Le Doigt dans l'Œilbimestriel culturel à dominante musicale, puis pour Hexagone, un mook trimestriel, pour des fanzines comme Révoculorpop, des livres pour enfants, des affiches, etc., et également en 2016 pour Le Nouveau Jour J, journal lorrain indépendant d'enquêtes sociales.
En septembre 2009, il est censuré par le Conseil régional de Lorraine qui l'avait pourtant programmé dans le Forum des associations à Chambley (54). On lui demande de quitter la scène, après lui avoir coupé son micro, parce que ces chansons dérangent certains responsables politiques. L'affaire fera un mini buzz sur internet.
Fin 2009, il sort son deuxième album solo : Le Choléra. C'est dans cet opus que se trouve Louise, un hommage à la communarde Louise Michel. Plus noir et plus mélancolique, ce deuxième album confirme l'univers poético-anarchiste de l'artiste. La pochette est signée Arno Paul pour la photo et Laurel pour les dessins.
Depuis 2010, il tourne également un spectacle nommé Concert de Dessin avec la dessinatrice et blogueuse Laurel qui illustre sur un grand écran les chansons qu'il interprète.
Éric Mie signe l'adaptation théâtrale de la bande dessinée Titine au Bistrot, édité par Fluide glacial, avec son auteur Yan Lindingre. La création de cette pièce a eu lieu à Metz en janvier 2012. Éric y joue le rôle du philosophe de comptoir : Raoul Laguiche ainsi que l’inquiétant Médor.
En janvier 2015, sort nationalement son troisième album solo, Chute Libre, avec 15 chansons inédites, distribué par Rue Stendhal. Entre-temps, mais seulement sur les plates-formes de téléchargement, sort en septembre 2014 un étrange album, complètement auto-produit, de 12 chansons composées avec Florent Campana et Maël Nesti : Poste Moderne.
En 2015 il sort son premier recueil aux éditions de La Pigne : "Si tu veux te changer en gomme". C'est un choix de ses chansons illustrées par lui-même.  
Juin 2016 sort Contre-Marée, son cinquième album solo en autoproduction, qui contient 11 titres plus doux et apaisés.
En août 2016, il fait un passage remarqué au Festival de Chanson de Barjac : Barjac m'enchante. La journaliste Claude Fèvre écrit dans un article sur le site "Chanter c'est lancer des balles" : « Eric Mie est arrivé sur la scène surchauffée – attention ce n’est pas de l’ambiance dont il s’agit-  en trio, guitare, guitare électrique, contrebasse. Musicalement, c’est déjà très, très  plaisant. C’est enlevé, joyeux. La guitare électrique donne sa touche des sixties, entre rock et  blues… Bref, elle n’est pas pour rien dans le plaisir que nous prenons à écouter l’artiste avec son petit quelque chose de Charlebois – la rondeur, la tignasse ? – qui aurait troqué l’accent québécois contre l’accent vosgien. Côté discours ce serait plutôt François Béranger. » et le journaliste et écrivain Michel Kemper écrit sur le site "Nos Enchanteurs" : « (...) Au reste, tout semble avoir été nouveau pour le public présent sous le chapiteau. À tellement asexuer la chanson, à la confiner à une esthétique presque monacale, Barjac nous avait jusqu’alors interdit cette chanson-là, puritaine programmation qui ne pouvait l’accepter en son nichon sein. Mie ne confine certes pas au génie mais nous redonne un goût, une fragrance, que les gardiens de toutes les obédiences de la chanson s’ingénient à nous priver, à nous passer sous silence. Les pisse-froid ont quitté le chapiteau : ils n’étaient par bonheur pas bien nombreux. Les autres se félicitent encore de leur nouveau fil dentaire. »
En juin 2018 sort Sam & Pat, premier disque de ses chansons pour les enfants interprétées avec son complice le comédien Fabrice Colombéro. En fait c'est une anthologie des différentes chansons, écrites et composées par Eric Mie, pour ses différents spectacles jeune public qu'il tourne, essentiellement dans le Grand Est, avec Fabrice Colombéro, depuis 1997.
En juin 2019, il sort son deuxième recueil de ses chansons illustrées par lui-même aux éditions de La Pigne : Si tu veux te changer en Pomme". Pomme est le nom de son personnage féminin qu'il dessine sans cesse, une sorte de muse érotique, charnelle et ronde, avec des bas rayés. La préface de ce second tome est signée de Bernard Joyet.
Depuis septembre 2019, il participe à la rédaction du mensuel satirique et écologique Mazette. 
En juin 2021 sort son 6e solo Rural, 13 titres qui parlent de sa ruralité, qu'il enregistre dans les conditions du direct avec une formation rock composée de Régis Nesti à la batterie (du groupe de pop française Orwel et de l'artiste "Mr Pelican"), Olivier Herrmann à la basse (du groupe « ¿Who's The Cuban? ») et Maël Nesti aux guitares électriques. Il déclare, le 23 mai 2021, lors d’un concert de présentation de l’album à Gérardmer en streaming que c’est l’univers de Neil Young qui l’a inspiré pour cet album.

## Discographie

### En duo
- Lobo & Mie vont s' faire voir ! (1999) - 17 titres enregistrés en public
- Des cailloux dans les poches (2001) - 14 titres enregistrés dans les studios Propergol
- Sam & Pat (2018) - 12 titres pour le jeune public (interprétés avec Fabrice Colombéro) autoproduit avec Fabrice Colombéro et Maël Nesti

### En solo
- Dépareillé (2005) - 14 titres enregistrés dans les studios Propergol
- Le Choléra (2009) - 14 titres enregistrés dans les studios Maël Nesti et produit par Baboeup
- Pendez Mie (2013) - 12 titres (compilation des chansons enragées de l'ami Mie avec 5 titres inédits) produit par Baboeup
- Chute Libre (2014) - 15 titres produit par Baboeup & Maël Nesti
- Poste Moderne (2014) - 12 titres autoproduit avec Florent Campana & Maël Nesti
- Contre-Marée (2016) - 11 titres produit par Les éditions de La Pigne et Eric Mie avec Florent Campana & Maël Nesti
- Rural (2021) - 13 titres produit par Les éditions de La Pigne et Eric Mie avec Maël Nesti, Régis Nesti & Olivier Herrmann

## Publication
- Si tu veux te changer en gomme (2015) - Florilège de chansons écrites entre 1988 et 2014, illustrations par Éric Mie, préface d'Agnès Bihl, Éditions de la Pigne,  (ISBN 978-2-9540178-5-3).
- Si tu veux te changer en pomme (2019) - Florilège de chansons écrites entre 1988 et 2018, illustrations par Éric Mie, préface de Bernard Joyet, Éditions de la Pigne,  (ISBN 978-2-9565305-0-3).